# Petr Pavel
Petr Pavel (født 1. november 1961) er en tjekkisk politiker og tidligere general, som har været været Tjekkiets præsident siden marts 2023. Han var chef for den tjekkiske hærs generalstab fra 2012 til 2015, hvor han blev formand for NATOs Militærkomite, en post han besad indtil 2018. Han fratrådte samme år sine stillinger i militæret i "ærefuld afsked" og blev herefter foredragsholder og konsulent.
Pavel meddelte i 2021, at han ville stille op til præsidentvalget i 2023 på et program om tættere samarbejde med Tjekkiets NATO-allierede, støtte til Ukraine og et tættere samarbejde med EU. Han vandt første runde af præsidentvalget med 35 % af stemmerne og opnåede i valgets anden runde, hvor han stillede op mod Andrej Babiš, 58 % af stemmerne, hvorved han blev valgt til landets 4. præsident. Pavel blev indsat den 9. marts 2023, hvor han afløste Miloš Zeman. Han er den første præsident siden Ludvík Svoboda med en militær baggrund og den første uden politisk erfaring.